# درجة بانكروفت

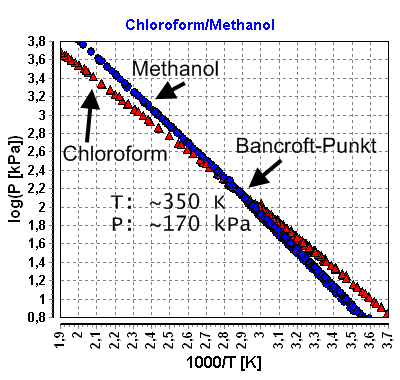

تعد درجة بانكروفت هي درجة الحرارة الناتجة عن وجود ثابت الغليان في المزيج. على الرغم من استحالة وجود ثابت غليان خاص بسائل البخار في المزيج الذي تم وصفه بدقة في قانون راؤول، للأنظمة الواقعية، يكون ثابت الغليان حتميًا عند درجات الحرارة التي يتساوى بها ضغط البخار المشبع لجميع العناصر المكونة. ويطلق على درجة الحرارة هذه اسم درجة بانكروفت. ولكن لا تحقق جميع أنواع المزيج مثل هذه الدرجة. وكذلك، يجب أن تقع درجة بانكروفت في نطاق درجات الحرارة الصحيحة الخاصة بمعادلة أنطوان.
ولقد سميت درجة بانكروفت باسم الكيميائي وايلدر دوايت بانكروفت.

## وصلات خارجية
- نسخة محفوظة 24 مارس 2012 على موقع واي باك مشين.
- Separation of Azeotropic Mixtures